# Ceresole Reale
Ceresole Reale (arpità Cérisoles) és un municipi italià, situat a la ciutat metropolitana de Torí, a la regió del Piemont. L'any 2007 tenia 158 habitants. Està situat a la Vall d'Orco, una de les Valls arpitanes del Piemont. Limita amb els municipis de Bonneval-sur-Arc (Savoia), Groscavallo, Noasca, Rhêmes-Notre-Dame, Val-d'Isère (Savoia) i Valsavarenche.

## Administració
| Període | Identitat           | Partit        |
| ------- | ------------------- | ------------- |
| 2004-   | Renzo Bruno Mattiet | Llista cívica |